# Pedro Fernandes (cầu thủ bóng đá)
Pedro Emanuel da Silva Fernandes (sinh ngày 17 tháng 1 năm 1985) là một cầu thủ bóng đá người Bồ Đào Nha thi đấu cho Mirandela.

## Sự nghiệp câu lạc bộ
Anh ra mắt chuyên nghiệp tại Giải bóng đá hạng nhất quốc gia Bồ Đào Nha cho Desportivo das Aves vào ngày 14 tháng 2 năm 2010 trong trận đấu trước Penafiel.